# Дрогобицький педагогічний ліцей
Дрогобицький ліцей — заклад загальної середньої освіти міста Дрогобича.  Співпрацює з Львівським державним університетом внутрішніх справ.

## Історія ліцею
Згідно з рішенням Львівського облвиконкому №240 від 28 серпня 1989 року було відкрито Обласний спеціалізований фізико-математичний клас для педагогічно обдарованих дітей сільських шкіл на базі Дрогобицького державного педагогічного інституту і СШ №16 Дрогобича.
У вересні 1990 року згідно з наказом управління народної освіти Львівського облвиконкому №735 від 28.08.1990 року на базі Дрогобицької санаторної школи-інтернату і Дрогобицького педінституту було відкрито два обласні класи (гуманітарний та фізико-математичний)‚ 23 липня 1992 року рішенням виконкому міської ради народних депутатів Дрогобича №221 обласні спеціалізовані класи були реорганізовані в Обласну профільну спеціалізовану школу при Дрогобицькому державному педагогічному інституті ім. І.Франка.
29 грудня 1994 року рішенням Дрогобицького міськвиконкому №312 було зареєстровано статут Дрогобицького педагогічного ліцею, засновниками якого є:  Дрогобицький державний педагогічний інститут, Обласне управління освіти Львівського облвиконкому, Дрогобицька міська Рада народних депутатів.
У 1996 році Обласну профільну спеціалізовану школу при Дрогобицькому педінституті ім. І.Франка було реорганізовано в Дрогобицький педагогічний ліцей.
У 1994 році укладено установчий договір про створення навчального комплексу «Педінститут – школа». У 1996 році укладено угоду про співпрацю Дрогобицького педагогічного ліцею та Львівського державного університету внутрішніх справ.
11 травня 2017 року рішенням №738 XXI сесії сьомого скликання Дрогобицької міської ради Дрогобицький педагогічний ліцей з 1 липня 2017 року перейменовано на Дрогобицький ліцей Дрогобицької міської ради Львівської області при Дрогобицькому державному педагогічному університеті імені Івана Франка.
6 серпня 2019 року 54 сесія сьомого скликання Дрогобицької міської ради ухвалила рішення, згідно з яким:
1) Дрогобицький ліцей Дрогобицької міської ради Львівської області при Дрогобицькому державному педагогічному університеті імені Івана Франка перейменовано на Дрогобицький ліцей Дрогобицької міської ради Львівської області.
2) Дрогобицький педуніверситет виключено із числа засновників Дрогобицького ліцею відповідно до рішення вченої ради університету від 23.05.2019 про вихід університету із числа засновників ліцею.
3) місцезнаходженням ліцею визначено м. Дрогобич, вул. Грушевського, 87 (приміщення ЗОШ N 14)
4) ЗОШ N 14 реорганізовано в структурний підрозділ Гімназія N 14 Дрогобицького ліцею.

## Викладачі
Директори ліцею:
- 1989 – 1994 — Кишакевич Юрій Львович
- 1994 – 1996 — в.о. Ольга Василівна Заяць
- 1996 – 2005 — Михайло Федорович Гуняк
- з 2005  —    Ольга Василівна Заяць

## Структура ліцею
- Кафедра гуманітарних дисциплін — зав. кафедрою Г.Асєєва;
- Кафедра природничих наук — зав. кафедрою Л.Проць;
- Кафедра іноземних мов — зав. кафедрою Є.Сухраменда;
- Кафедра виховної роботи — зав. кафедрою І.Паньків.

## Профілі
Ліцей веде підготовку учнів з чотирьох профілів: гуманітарного, інформаційних технологій, економіко-природничого, правничого. При цьому особлива увага (профілізація) звертається на вивчення таких предметів:
- гуманітарний клас — українська мова‚ українська література‚ історія України‚ всесвітня історія‚ дві іноземні мови‚ зарубіжна література;
- клас інформаційних технологій — інформатика‚ алгебра‚ геометрія‚ фізика;
- природничий клас — хімія, біологія,математика;
- правничий клас — українська мова‚ українська література‚ історія України‚ всесвітня історія‚ іноземна мова‚ конституційне право‚ теорія держави і права.

## Навчальні плани і програми
У ліцеї ліквідовано залежність учня від поурочного балу і введено тематичний облік знань. Прийом заліків за окремі модулі проводиться у позаурочний час. Виводиться  рейтинг учня як з окремих предметів, так і за всю навчальну і позанавчальну діяльність. За підсумками рейтингу з кожного профілю визначається «Найкращий учень року». На практичних заняттях з профілюючих дисциплін, які проводяться з 13 — 16 учнями, учитель виконує роль консультанта, а кожен з учнів реалізує свою навчальну програму: розв'язує завдання з певного модуля, отримує консультації у викладачів і своїх товаришів. З гуманітарних дисциплін розроблено тематику семінарських занять. Практикується створення непостійних груп за рівнем підготовки, з якими ведеться  робота щодо вирівнювання знань. 
З метою розвитку творчих здібностей, навичок пошукового, творчого характеру ліцеїсти виконують за час навчання 2 творчі роботи. Під керівництвом викладачів проводяться:
– звітна наукова конференція учнів;
– конкурс на найкращий мистецький твір;
– конкурс на найкращу науково-дослідницьку роботу.
У навчальній роботі головну увагу зосереджено на вдосконаленні лекційно-практичної системи занять та модульно-рейтингової системи оцінювання знань ліцеїстів, впровадженню нових технологій навчання і виховання. Завдання викладачів педліцею – зробити ліцеїста не просто носієм певної суми знань, а й навчити його самостійно працювати, здобувати ці знання, тобто навчити вчитися.
Педагогічний колектив ліцею розробив і впровадив у практику комплекс методичних прийомів, які мають сприяти розвиткові логічного мислення, уяви ліцеїстів, творчого підходу до навчання та вироблення навичок науково-дослідницької роботи. Покращенню рівня підготовки ліцеїстів сприяє профілізація навчання. Збільшено кількість годин на вивчення профілюючих дисциплін. З метою підготовки ліцеїстів до майбутньої професії введено предмет «Основи психолого-педагогічних знань».
Великим досягненням вважаємо те, що в педліцеї створена атмосфера змагальності, кожен ліцеїст намагається зайняти вище місце в рейтингу — і не тільки успіхами у навчанні, але й позанавчальною роботою, в оволодінні азами педагогічної професії. Приблизно 80% випускників ліцею з вищим рейтингом рекомендуються педрадою ліцею до вступу в Дрогобицький державний педагогічний університет.
Уроки фізичного виховання винесено за рамки розкладу основних занять. Ці  уроки проводяться у вигляді занять секцій за інтересами учнів.
З метою координації діяльності педліцею та педагогічного університету директор педліцею щороку звітує про роботу закладу на засіданні вченої ради університету та засіданнях рад факультетів.
Навчальний процес організовується відповідно до діючих навчальних планів. Згідно зі статутом, навчальний рік у ліцеї становить 34 тижні  і ділиться на 2 семестри:
I-й семестр — з 1.09. до 30.12.
II-й семестр — з 22.01. до 1.07.
Ліцей працює за індивідуальними планами, розробленими науково-методичною радою ліцею, і затвердженими ректором університету, начальником Головного управління освіти і науки ЛОДА, начальником відділу освіти виконавчих органів Дрогобицької міської ради.
В основу індивідуальних планів покладено навчальні плани для ліцеїв, розроблені МОН України.
Основні особливості навчальних планів ліцею такі:
- введено предмет «Основи психолого-педагогічних знань», в якому учні всіх профілів ознайомлюються з основами психології і педагогіки, етикою сімейного життя;
- введено творчі завдання (курсові роботи) учнів з профілюючих дисциплін (по одній на рік);
- трудову практику учнів після закінчення 1 курсу розподілено так: 6 днів на навчальну практику, 10 днів у виїзному таборі для ознайомлення учнів з роботою в дитячих організаціях.

## Цікаво знати
- Колишню будівлю (віллу) ліцею на вулиці Франка збудувала впливова сім'я нафтових баронів Гартенбергів.[1]
- Наріжна статуя Свободи будинку стала символом видання Drohobyczer Zeitung.
- У будівлі зупинявся майбутній австрійський імператор Карл І.

## Досягнення
У рейтингу, укладеному ресурсом osvita.ua за результатами зовнішнього незалежного оцінювання Дрогобицький ліцей посів:
- за результатами ЗНО-2017 -  1 місце серед навчальних закладів Львівської області і 61 місце в Україні,
- за результатами ЗНО-2018 -  1 місце серед навчальних закладів Львівської області і 77 місце в Україні.